# Estación de El Carmel
El Carmel es una estación de la línea 5 del Metro de Barcelona. Está situada en el barrio de El Carmelo, en el distrito de Horta-Guinardó de Barcelona. Está equipada con ascensores y escaleras mecánicas. La estación entró en servicio el 30 de julio de 2010, como parte del nuevo tramo de Horta a Vall d'Hebron.
La estación está situada entre las calles Llobregós y Jadraque, con una longitud total de 153 metros. Tiene dos salidas, una en la calle Llobregós (junto al Mercado Municipal) y otra en la plaza Pastrana.

## Historia
Antiguo proyecto reivindicado por la Asociación de Vecinos del Carmelo desde los años 1980, las obras comenzaron el 9 de noviembre de 2002 con la colocación de la primera piedra por parte del conseller en cap de la Generalidad de Cataluña, Artur Mas, y el alcalde de Barcelona, Joan Clos. Aunque inicialmente la finalización de la obra estaba prevista para el 2006, las obras quedaron paralizadas tras el hundimiento ocurrido el 27 de enero de 2005, que provocó un socavón de unos 35 metros de profundidad y 30 de diámetro. Se vieron afectados 84 edificios, 2 colegios y 500 viviendas, con un total de 1054 personas afectadas. Finalmente, las obras se reemprendieron en 2007, siendo terminadas en 2010. La estación fue inaugurada el 30 de julio de dicho año por el presidente de la Generalidad, José Montilla, y el alcalde Jordi Hereu.

## Líneas
| << cabecera     | < estación | línea | estación >              | cabecera >>   |
| --------------- | ---------- | ----- | ----------------------- | ------------- |
| Metro           |            |       |                         |               |
| Cornellà Centre | Horta      |       | El Coll \| La Teixonera | Vall d'Hebron |